# Seestermühe
Seestermühe település Németországban, Schleswig-Holstein tartományban. Lakosainak száma 933 fő (2023. december 31.). Seestermühe Stade és Haselau községekkel határos.

## Népesség
A település népességének változása:
| Lakosok száma | 745  | 885  | 883  | 899  | 925  | 933  |
|               | 1975 | 2017 | 2019 | 2021 | 2022 | 2023 |